# Mali Ston
Mali Ston är en ort i Kroatien.   Den ligger i länet Dubrovnik-Neretvas län, i den sydöstra delen av landet, 400 km söder om huvudstaden Zagreb. Mali Ston ligger 7 meter över havet och antalet invånare är 139.
Terrängen runt Mali Ston är huvudsakligen lite kuperad. Mali Ston ligger nere i en dal.  Närmaste större samhälle är Ston, 1,1 km sydväst om Mali Ston. 